# Gad Ja’akowi
Gad Ja’akowi (hebr.: גד יעקבי, ang.: Gad Yaacobi, ur. 18 stycznia 1935 w kibucu Kefar Witkin, zm. 27 sierpnia 2007) – izraelski dyplomata i polityk, w latach 1972–1974 wiceminister transportu, w latach 1974–1977 minister transportu, w 1984 minister gospodarki i międzyresortowej koordynacji, w latach 1986–1988 minister gospodarki i planowania, w latach 1987–1990 minister komunikacji, w latach 1969–1992 poseł do Knesetu z listy Koalicji Pracy. W latach 1992–1996 ambasador Izraela przy ONZ.
W wyborach parlamentarnych w 1969 po raz pierwszy dostał się do izraelskiego parlamentu. Zasiadał w Knesetach VII, VIII, IX, X, XI i XII kadencji.